# Dicaelotus crassifemur
Dicaelotus crassifemur là một loài tò vò trong họ Ichneumonidae.